# Extraliga (ishockey, Tjeckien)

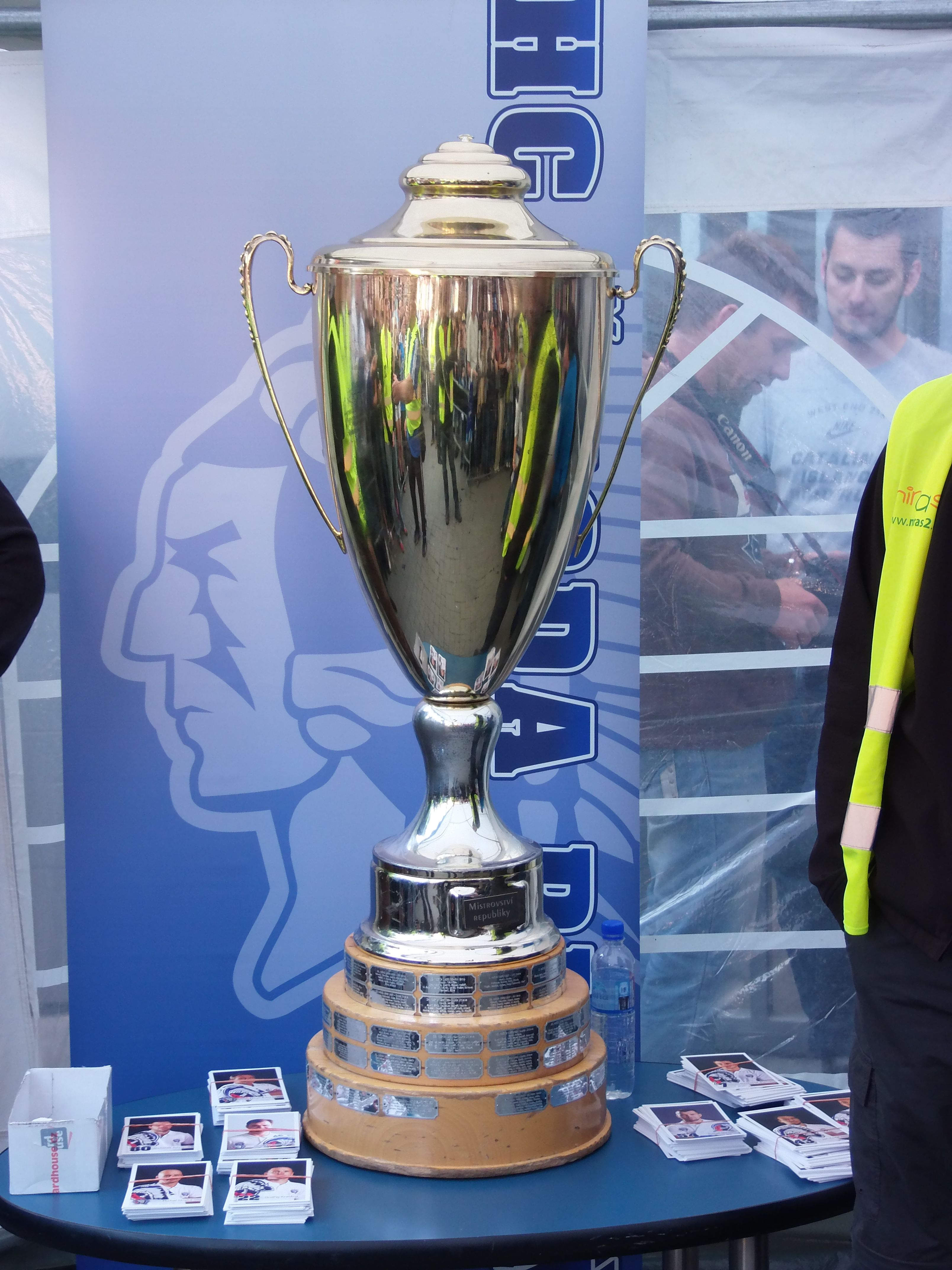
Tjeckiska Extraligans pokal

Extraliga heter den högsta divisionen inom ishockey i Tjeckien. Namnet på serien ändras ibland beroende på sponsor. Säsongen 2006/2007 var namnet O2 Extraliga. Tidigare har den även haft namnen Tipsport Extraliga, Český Telecom Extraliga samt Staropramen Extraliga. Serien startade 1993 då staten Tjeckoslovakien upplöstes.

## Format
14 lag spelar i ligan, och de tio bäst placerade lagen kvalificerar sig i slutet av säsongen till slutspelet där den nationella mästaren koras. De sex bästa lagen kvalificerar sig direkt till kvartsfinalen som avgörs i formatet bäst av sju matcher (vilket även semifinal och final gör). Lagen som slutar på  sjunde till tionde plats får spela en serie i bäst av fem matcher för att avgöra vilka som sedan får spela kvartsfinal. De fyra lägst rankade lagen (plats elva till 14) efter den ordinarie säsongen spelar i en utspelningsgrupp (tolv matcher där alla ordinarie säsongsmatcher räknas in i rankningen). De två lägst placerade lagen efter utspelningsgruppen spelar med de två vinnarna från semifinalerna i näst högst rankade ligan i Tjeckien i en kvalgrupp. I kvalgruppen spelar varje lag tolv matcher (två gånger hemma och två gånger borta mot varje lag i gruppen) där de första- och andraplacerade lagen kvalificerar sig till Extraliga kommande säsong. Det tredje- och fjärdeplacerade laget spelar i Tjeckiens näst högsta liga kommande säsong.
Under säsongen 2011-2012 försökte tjeckiska Extraliga-chefer att stänga ligan för att förhindra eventuella nedflyttningar till eller avancemang från den andrarankade nationella ligan och man försökte också införa ett lönetak liknande det i NHL. Efter några juridiska svårigheter och starkt motstånd från allmänheten blev dock hela förslaget struket.
Från säsongen 2006/2007 tillkom vissa nya regler i ligan. Bland annat får vinnande lag numera tre poäng i stället för två. Dessutom infördes övertid och sedan straffar vid oavgjort resultat. Vid mål utdelas sedan dess endast en assistpoäng (jämfört med upp till två som utdelas i resten av världen).

## Klubbar
| Lag                     | Stad             | Arena                 | Kapacitet |
| ----------------------- | ---------------- | --------------------- | --------- |
| HC Kometa Brno          | Brno             | Winning Group Arena   | 7 700     |
| HC Olomouc              | Olomouc          | Zimní stadion Olomouc | 5 500     |
| Mountfield HK           | Hradec Králové   | ČPP Arena             | 6 890     |
| HC Energie Karlovy Vary | Karlovy Vary     | KV Arena              | 5 874     |
| BK Mladá Boleslav       | Mladá Boleslav   | Ško-Energo Aréna      | 4 200     |
| HC Bílí Tygři Liberec   | Liberec          | Home Credit Arena     | 7 250     |
| HC Litvínov             | Litvínov         | Ivan Hlinka Stadion   | 6 011     |
| HC Pardubice            | Pardubice        | Enteria arena         | 10 194    |
| HC Škoda Plzeň          | Plzeň            | Home Monitoring Aréna | 8 236     |
| HC České Budějovice     | České Budějovice | Budvar Arena          | 6 421     |
| HC Sparta Prag          | Prag             | O2 Arena              | 17 383    |
| HC Oceláři Třinec       | Třinec           | Werk Arena            | 5 400     |
| HC Vítkovice Ridera     | Ostrava          | Ostravar Aréna        | 10 004    |
| Rytíři Kladno           | Kladno           | ČEZ Stadion           | 5 200     |

## Mästare
- 1994 – HC Olomouc
- 1995 – HC Petra Vsetín
- 1996 – HC Petra Vsetín
- 1997 – HC Petra Vsetín
- 1998 – HC Slovnaft Vsetín
- 1999 – HC Slovnaft Vsetín
- 2000 – HC Sparta Prag
- 2001 – HC Vsetín
- 2002 – HC Sparta Prag
- 2003 – HC Slavia Prag
- 2004 – HC Hame Zlín
- 2005 – HC Moeller Pardubice
- 2006 – HC Sparta Prag
- 2007 – HC Sparta Prag
- 2008 – HC Slavia Prag
- 2009 – HC Energie Karlovy Vary
- 2010 – HC Pardubice
- 2011 – HC Oceláři Třinec
- 2012 – HC Pardubice
- 2013 – HC Škoda Plzeň
- 2014 – PSG Zlín
- 2015 – HC Litvínov
- 2016 – HC Liberec
- 2017 – HC Kometa Brno
- 2018 – HC Kometa Brno
- 2019 – HC Oceláři Třinec
- 2020 – inget slutspel
- 2021 – HC Oceláři Třinec
- 2022 – HC Oceláři Třinec
- 2023 – HC Oceláři Třinec
- 2024 – HC Oceláři Třinec
- 2025 – HC Kometa Brno

## Datorspel
Lag från ligan förekommer i NHL 07 och dess uppföljare.